# Wieża ciśnień przy ul. Dworcowej w Iławie
Wieża ciśnień przy ul. Dworcowej w Iławie – wodociągowa wieża ciśnień z 1915 r. położona na niewielkim wzniesieniu, nieopodal dworca kolejowego Iława Główna, przy ul. Dworcowej. Jest to wieża kolejowa nr 2, wzmocniona murem oporowym, który stanowi jednocześnie narożnik u zbiegu dwóch ulic (Dworcowej i Broniewskiego). Stoi od 1915 tuż obok drugiej wieży ciśnień z 1871 (niewpisana do rejestru zabytków). Imponuje swoją odmienną budową mając cechy tzw. "grzybka", który był dość powszechnie stosowany na przełomie XIX i XX wieku. Została zbudowana z cegły klinkierowej. Wewnątrz znajduje się zbiornik wodny z wklęsłym dnem, a pośrodku niego komin komunikacyjny mający średnicę 1 m, który zwieńczony jest świetlikiem-wywietrznikiem i szpicem odgromnika. Dostęp do zbiornika umożliwiają schody betonowe usytuowane tuż przy ścianie wewnętrznej oraz drabina znajdująca się tuż przy krawędzi zbiornika, którego pojemność wynosi 250 m³. Całą konstrukcję urozmaicają niewielkie okienka trzonu rozmieszczone regularnie w dwóch pasach. 28 grudnia 1998 r. budynek został wpisany do rejestru zabytków nieruchomych woj. warmińsko-mazurskiego (nr rej.: 1618).